# Tarkus2
Tarkus2 es el segundo álbum de la banda de hard rock peruana Tarkus , lanzado en 2007, bajo el sello Munster Records y después reelanzado por Nathabson Producciones quien es dueño el mismo Alex que actualmente habita en Argentina.

## Lista de canciones
1. Lulú está volando - 4:06
2. Delira dulce nena - 2:28
3. Ella anda - 3:22
4. Opera 3 - 5:10
5. Mar de manzanas - 2:31
6. Jarabe de Urubamba - 4:36
7. Maravillas y mentiras- 3:29
8. Escape de color - 3:34
9. El color de tus ojos - 3:00
10. Lulú está volando 2 - 1:05

## Créditos
- Alex Nathanson - Voz y Bajo
- Christian Van Lacke - Guitarra
- Walo Carillo - Batería